# Freddie Prinze Jr.
Freddie James Prinze, Jr. (Los Angeles, 1976. március 8. –) amerikai színész.
Szerepelt a Tudom, mit tettél tavaly nyáron (1997) című horrorfilmben és annak folytatásaiban, valamint A csaj nem jár egyedül (1999), a Rád vagyok kattanva (2000), a Pasik és csajok (2000) és a Kapás van! (2001) című romantikus vígjátékokban. A Scooby-Doo – A nagy csapat (2002) és a Scooby-Doo 2. – Szörnyek póráz nélkül (2004) című filmekben Fred Jonest alakította. 
A Boston Legal – Jogi játszmák (2004) és a 24 (2010) sorozatokban játszott mellékszerepei mellett főszerepet játszott az ABC Freddie (2005–2006) című sitcomjában, amelynek társszerzője és vezető producere is volt. Kanan Jarrus hangját kölcsönözte a Disney XD Star Wars: Lázadók (2014–2018) című sorozatában.

## Fiatalkora és családja
1976. március 8-án született Los Angelesben, Katherine Elaine Prinze (születési nevén Cochran), valamint Freddie Prinz színész és stand-up komikus egyetlen gyermekeként. Apja eredeti neve Pruezel, részben Puerto Ricó-i, részben magyar származású.
1977. január 29-én Freddie Prinze öngyilkos lett (lelőtte magát), majd Prinze Jr. édesanyjával együtt Albuquerque-be, Új-Mexikóba költözött. Prinze katolikus neveltetésben nőtt fel. Apai nagyanyja Puerto Ricó-i volt, ezért folyékonyan beszél spanyolul. Gyerekként szívesen szerepelt iskolai előadásokban, és részt vett az Albuquerque Children's Theatre társulatában, bár eredetileg építőmérnöknek akart tanulni, mielőtt szerepet kapott a Family Matters és a The Watcher című sorozatokban. Nem sokkal később látta, hogy Neil Patrick Harris a középiskolájában lelkesíti a gyerekeket a színészkedés iránt, és úgy döntött, ő is ezt fogja csinálni. Miután 1994-ben elvégezte a La Cueva High Schoolt, Prinze Los Angelesbe költözött, hogy televíziós szerepekre jelentkezzen.

## Pályafutása

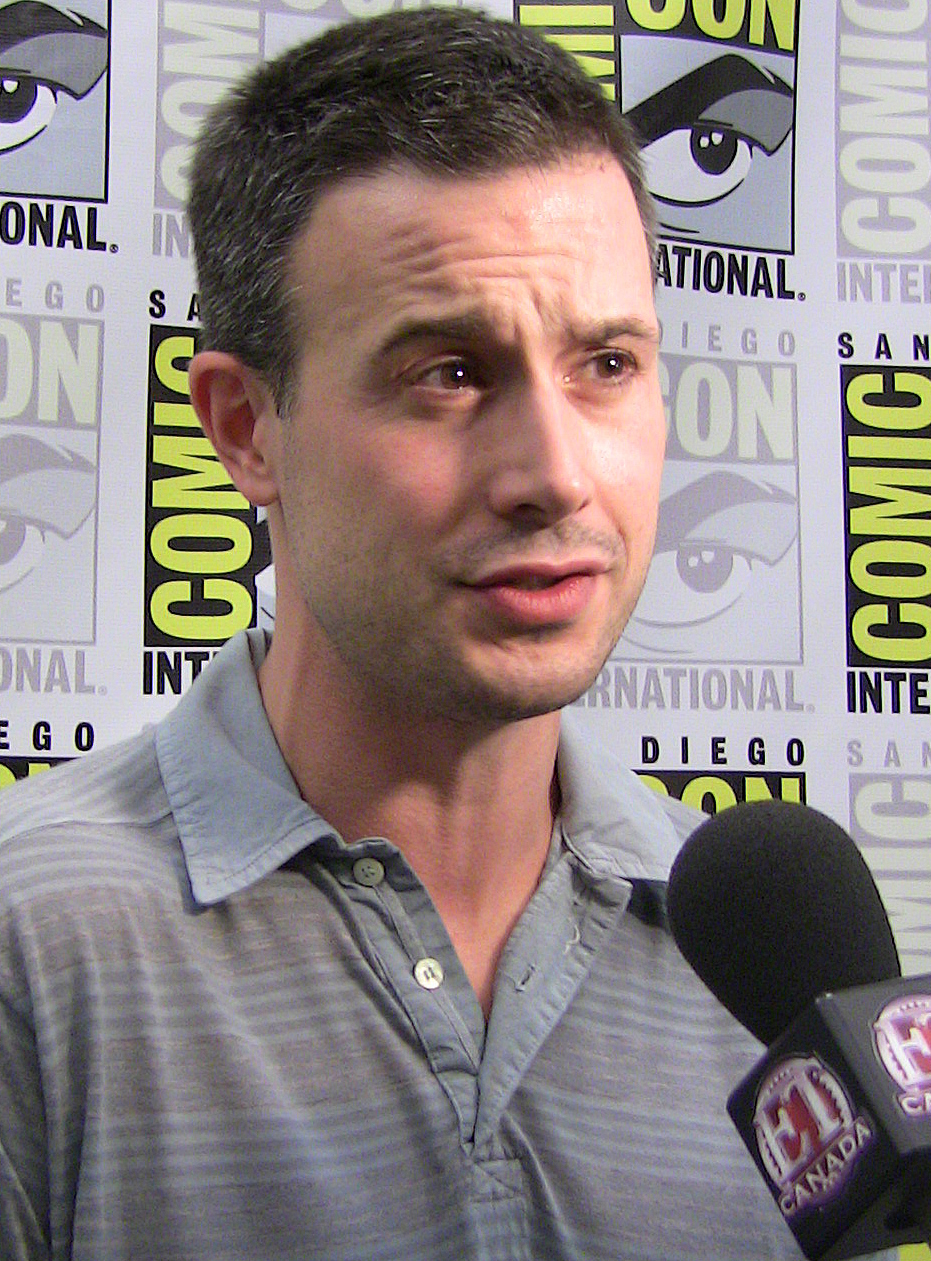
A 2009-es San Diegó-i Comic-Conon

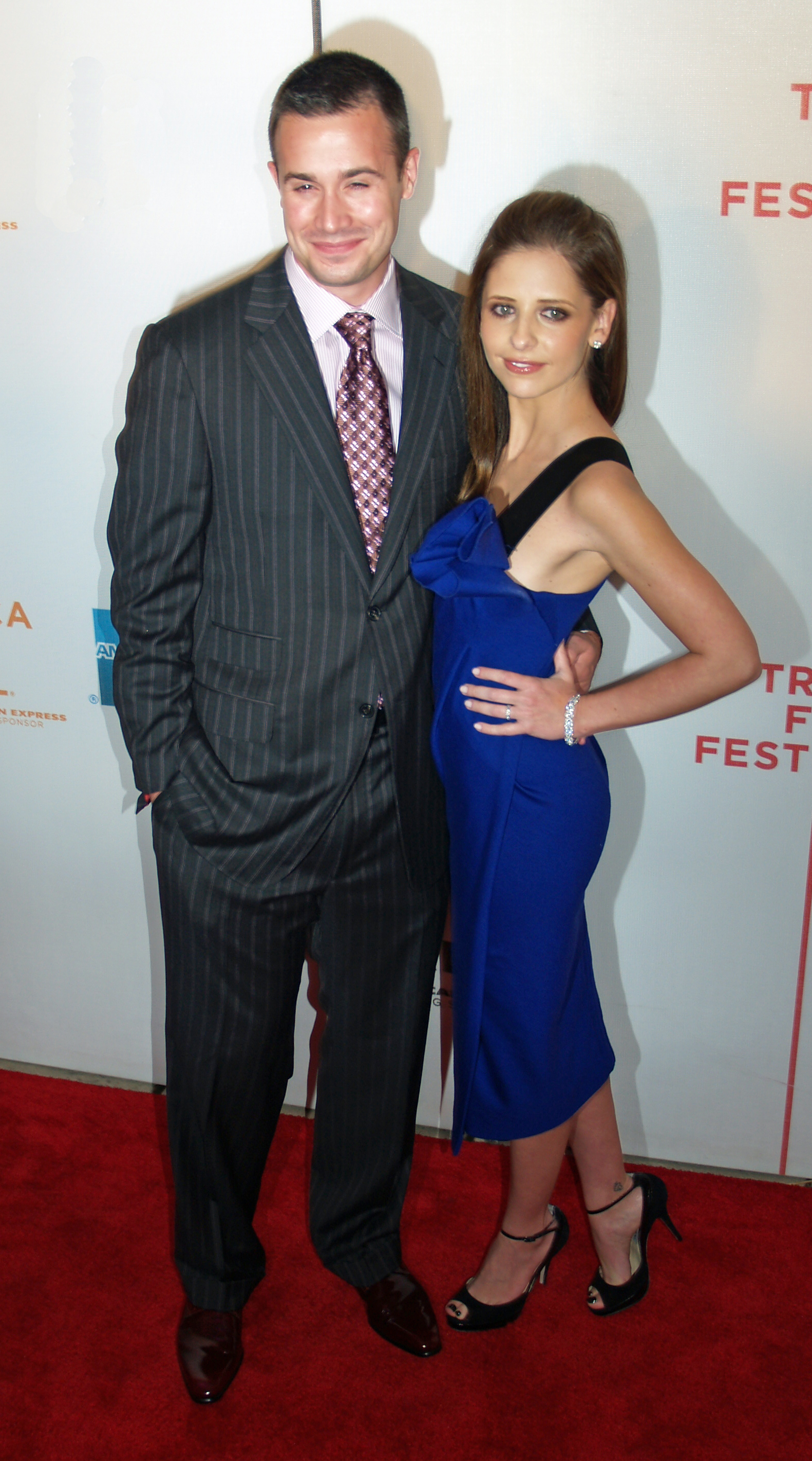
Freddie Prinze Jr. és felesége, Sarah Michelle Gellar

Prinze 1995-ben vendégszerepet kapott az ABC Family Matters tévésorozatában. Ezt követően néhány műsorban és tévéfilmben is feltűnt, majd 1996-ban debütált a mozivásznon a Feleségemnek, 37. születésnapjára című filmben. Az elkövetkező években a Tudom, mit tettél tavaly nyáron (1997) és annak folytatásában, a Még mindig tudom, mit tettél tavaly nyáron (1998) című horrorfilmekben való szereplésével vált ismertté a tizenéves közönség körében. Első főszerepét A csaj nem jár egyedül (1999) romantikus vígjátékban kapta, amely az Egyesült Államokban 63 millió dolláros bevételt hozott.
Főszerepet játszott a Wing Commander – Az űrkommandó (1999), a Rád vagyok kattanva (2000), a Pasik és csajok (2000), a Nyakiglove (2001) és a Kapás van! (2001) című filmekben, amelyek többségét a kritikusok nem fogadták jól, és közepes sikert arattak a mozikban.
2002-ben Fred Jones-t alakította a népszerű Scooby-Doo rajzfilm élőszereplős filmadaptációjában, majd 2004-ben a folytatásban, a Scooby-Doo 2. – Szörnyek póráz nélkülben ismét eljátszotta ezt a szerepet; mindkét filmben felesége, Sarah Michelle Gellar, valamint Matthew Lillard és Linda Cardellini is szerepelt. Vendégszerepelt az NBC Friends népszerű sorozatában, amelynek 200. epizódjában egy érzékeny férfi dadát, Sandy-t alakított. Tom Hanks] ütemezési okok miatt nem tudta elvállalni a szerepet, ezért ő vette át Sandy szerepét. Az ABC Boston Legal – Jogi játszmák dráma-vígjátékában Donny Crane karakterét alakította, akit Denny Crane fiaként tartanak számon. Prinze a Freddie című saját televíziós sitcomjában játszotta a főszerepet. A sitcom állítólag néhány valós eseményt ábrázol az életéből – 2006 májusában, egy évad után törölték. 2004-ben Prinze elhunyt apja nevében átvette a TV Land különleges díját. Köszönetet mondott apja egykori partnernőjének, Della Reese-nek, aki folyamatosan tanácsokkal és támogatással látta el. 2006-ban Pi karakterének hangját kölcsönözte a Cápa csali animációs filmben. 
2007-ben Rick karakterének hangját adta a Fedőneve: Pipő című filmben, felesége, Gellar, Wallace Shawn, Andy Dick, George Carlin és Sigourney Weaver mellett. 2008-ban meghallgatásra jelentkezett A Megtorló – Háborús övezet című filmben Jigsaw szerepére, de a Lionsgate Studios döntése alapján nem kapta meg. Később ő kölcsönözte hangját a Delgo című animációs film főszereplőjének. 2010-ben vendégszerepelt a Psych – Dilis detektívek című sorozatban, Dennis szerepét alakítva, aki Shawn Spencer és Burton Guster általános iskolai barátja volt.
2021-ben csatlakozott a Punky Brewster rebootjához, amelyben a főszereplő exférjét alakította. 2022-ben a Karácsony veled című romantikus vígjátékban Miguel Torrest játszotta.
2025-ben megismételte szerepét a Tudom, mit tettél tavaly nyáron (2025) című horrorfilmben.

### Egyéb tevékenységek
Prinze és Chris Klein 2002-03-ban a West Enden Kenneth Lonergan This Is Our Youth című darabjában léptek fel, Jake Gyllenhaal és Hayden Christensen eredeti főszereplőket helyettesítve.
A Vatta's War: Trading in Danger grafikus hangoskönyvben egy pilóta hangját kölcsönözte. Prinze különböző karaktereket szinkronizált a BioWare videojátékokban: James Vega hadnagyot a Mass Effect 3-ban és Vasbikát a Dragon Age: Inquisition-ben. A FUNimation által szinkronizált Mass Effect: Paragon Lost című animációs filmben ismét James Vega szerepét játszotta. 2014-től 2018-ig ő kölcsönözte hangját az egyik utolsó túlélő Jedi lovagnak, Kanan Jarrusnak  a Disney XD Star Wars: Lázadók sorozatában. 2021 májusában újra eljátszotta ezt a szerepet a Disney+ Rossz osztag próbaepizódjának nyitójelenetében. 2023 márciusában új podcastot indított That Was Pretty Scary címmel, Jon Lee Brody társ-műsorvezetővel.

## Magánélete
1996-tól 1999-ig Kimberly McCullough színésznő párja volt. Szakításuk után, 2000-től Prinze Jr. Sarah Michelle Gellar színésznő partnere lett. 1997-ben ismerték meg egymást a Tudom, mit tettél tavaly nyáron forgatásán. 2001 áprilisában eljegyezte, majd 2002. szeptember 1-jén Puerto Vallartában feleségül vette Gellart. Együtt szerepeltek többek között a Scooby-Doo – A nagy csapat, a Scooby-Doo 2. – Szörnyek póráz nélkül és a Fedőneve: Pipő című filmekben.
Felesége 2007-ben, öt év házasság után változtatta nevét Sarah Michelle Prinze-re. 2009. április 9-én bejelentették, hogy babát várnak. 2009. szeptember 19-én megszületett lányuk, Charlotte Grace Prinze.
Prinze lelkes brazil dzsúdzsucu gyakorló, és Jean Jacques Machado tanítványaként elérte a lilaöves rangot a sportban.

## Filmográfia

### Film
| Év   | Magyar cím                                 | Eredeti cím                           | Szerep                        | Magyar hang       |
| ---- | ------------------------------------------ | ------------------------------------- | ----------------------------- | ----------------- |
| 1996 | Feleségemnek, 37. születésnapjára          | To Gillian on Her 37th Birthday       | Joey Bost                     |                   |
| 1997 | Jackie O őrült szenvedélye                 | The House of Yes                      | Anthony Pascal                | Stohl András      |
| 1997 | Jackie O őrült szenvedélye                 | The House of Yes                      | Anthony Pascal                | Molnár Áron       |
| 1997 | Csillagszóró                               | Sparkler                              | Brad                          |                   |
| 1997 | Tudom, mit tettél tavaly nyáron            | I Know What You Did Last Summer       | Ray Bronson                   | Markovics Tamás   |
| 1998 | Még mindig tudom, mit tettél tavaly nyáron | I Still Know What You Did Last Summer | Ray Bronson                   | Markovics Tamás   |
| 1999 | A csaj nem jár egyedül                     | She's All That                        | Zachary "Zack" Siler          | Barát Attila      |
| 1999 | Wing Commander – Az űrkommandó             | Wing Commander                        | Christopher Blair hadnagy     | Dévai Balázs      |
| 2000 | Rád vagyok kattanva                        | Down to You                           | Alfred "Al" Connelly          | Dévai Balázs      |
| 2000 | Pasik és csajok                            | Boys and Girls                        | Ryan Walker                   | Czvetkó Sándor    |
| 2001 | Nyakiglove                                 | Head over Heels                       | Jim Winston/Bob Smoot         | Czvetkó Sándor    |
| 2001 | Kapás van!                                 | Summer Catch                          | Ryan Dunne                    | Hujber Ferenc     |
| 2002 | Scooby-Doo – A nagy csapat                 | Scooby-Doo                            | Fred Jones                    | Markovics Tamás   |
| 2004 | Scooby-Doo 2. – Szörnyek póráz nélkül      | Scooby-Doo 2: Monsters Unleashed      | Fred Jones                    | Markovics Tamás   |
| 2005 |                                            | Shooting Gallery                      | Jericho Hudson                |                   |
| 2006 | Cápa csali                                 | Shark Bait                            | Pisces "Pi" (hangja)          | Molnár Levente    |
| 2006 | Fedőneve: Pipő                             | Happily N'Ever After                  | Rick (hangja)                 | Kaszás Gergő      |
| 2007 | Brooklyn törvényei                         | Brooklyn Rules                        | Michael Turner                | Crespo Rodrigo    |
| 2007 | New York-i szerenád                        | New York City Serenade                | Owen                          | Fekete Ernő Tibor |
| 2008 | Jack és Jill a világ ellen                 | Jack and Jill vs. the World           | Jack                          | Markovics Tamás   |
| 2008 | Delgo                                      | Delgo                                 | Delgo (hangja)                | Zámbori Soma      |
| 2012 |                                            | Mass Effect: Paragon Lost             | James Vega hadnagy (hangja)   |                   |
| 2019 | Star Wars IX. rész – Skywalker kora        | Star Wars: The Rise of Skywalker      | Kanan Jarrus                  | Welker Gábor      |
| 2019 |                                            | Killer Skin (rövidfilm)               | maszkos gyilkos               |                   |
| 2022 |                                            | Clerks III                            | színész a szereplőválogatáson |                   |
| 2022 | Karácsony veled                            | Christmas with You                    | Miguel Torres                 | Hirtling István   |
| 2023 |                                            | Glisten and the Merry Mission         | Crumble Starsnaps (hangja)    |                   |
| 2024 |                                            | The Girl in the Pool                  | Thomas                        |                   |
| 2025 | Tudom, mit tettél tavaly nyáron            | I Know What You Did Last Summer       | Ray Bronson                   | Markovics Tamás   |

### Televízió
| Év        | Magyar cím                   | Eredeti cím                               | Szerep                                  | Megjegyzések                                  |
| --------- | ---------------------------- | ----------------------------------------- | --------------------------------------- | --------------------------------------------- |
| 1995      |                              | Family Matters                            | kemény fickó                            | 1 epizód                                      |
| 1996      |                              | ABC Afterschool Special                   | Jeff                                    | 1 epizód                                      |
| 1997      | Gyilkos indulat              | Detention: The Siege at Johnson High      | Aaron Sullivan                          | - tévéfilm - magyar hangja: - Csőre Gábor     |
| 1998      | Pénzforgatók                 | Vig                                       | Tony                                    | tévéfilm                                      |
| 2000      |                              | Brak Presents the Brak Show Starring Brak | önmaga                                  | különkiadás (1 epizód)                        |
| 2002      | Frasier – A dumagép          | Frasier                                   | Mike (hangja)                           | 1 epizód                                      |
| 2002      | Jóbarátok                    | Friends                                   | Sandy                                   | 1 epizód                                      |
| 2003      | Kim Possible – Időutazás     | Kim Possible: A Sitch In Time             | Jim és Tim a jövőben (hangja)           | tévéfilm                                      |
| 2004–2006 | Boston Legal – Jogi játszmák | Boston Legal                              | Donny Crane                             | 3 epizód                                      |
| 2005–2006 |                              | Freddie                                   | Freddie Moreno                          | - 22 epizód - író és producer                 |
| 2005–2018 | Robotcsirke                  | Robot Chicken                             | Fred Jones / egyéb szereplők (hangja)   | 5 epizód                                      |
| 2006      |                              | George Lopez                              | Freddie Moreno                          | 1 epizód                                      |
| 2007      |                              | Atlanta                                   | Eric                                    | tévéfilm                                      |
| 2008–2009 | WWE RAW                      | WWE Raw                                   | önmaga (házigazda)                      | 2 epizód                                      |
| 2009      |                              | No Heroics                                | Bradley / Ultimatium                    | tévéfilm                                      |
| 2010      | 24                           | 24                                        | Cole Ortiz                              | 24 epizód                                     |
| 2010      | Psych – Dilis detektívek     | Psych                                     | Dennis                                  | 1 epizód                                      |
| 2012      |                              | Happy Valley                              | Noah                                    | tévéfilm                                      |
| 2013      | Született boszorkányok       | Witches of East End                       | Leo Wingate                             | 2 epizód                                      |
| 2013–2014 | Dr. Csont                    | Bones                                     | Danny Beck                              | 2 epizód                                      |
| 2014–2018 | Star Wars: Lázadók           | Star Wars Rebels                          | Kanan Jarrus / egyéb szereplők (hangja) | - 66 epizód - magyar hangja: - Zöld Csaba     |
| 2016      |                              | First Impressions                         | önmaga (házigazda)                      | 6 epizód                                      |
| 2016      | Mexifornia                   | Bordertown                                | ismeretlen hangok                       | 1 epizód                                      |
| 2016–2017 |                              | Movie Trivia Schmoedown                   | A Mester / kommentátor                  | 4 epizód                                      |
| 2021      | Star Wars: A Rossz Osztag    | Star Wars: The Bad Batch                  | Caleb Dume                              | - 1 epizód - magyar hangja: - Pál Dániel Máté |

## Díjak, jelölések
- Golden Globe-díj - Mr. Golden Globe - 1996
- Arany Málna-jelölés - a legrosszabb férfi epizódszereplő Scooby-Doo – A nagy csapat - 2003

## Fordítás
- Ez a szócikk részben vagy egészben  a   Freddie Prinze, Jr. című angol Wikipédia-szócikk fordításán alapul.  Az eredeti cikk szerkesztőit annak laptörténete sorolja fel. Ez a jelzés csupán a megfogalmazás eredetét és a szerzői jogokat jelzi, nem szolgál a cikkben szereplő információk forrásmegjelöléseként.